# All Hell Breaks Loose
Albums de Destruction
The Least Successful Human Cannonball
(1998) The Antichrist
(2001)
All Hell Breaks Loose est le sixième album studio du groupe de thrash metal allemand Destruction. L'album est sorti en 2000 sous le label Nuclear Blast Records.
Cet album marque le retour du vocaliste Marcel Schirmer au sein de la formation de Destruction, mettant fin à la période Neo-Destruction. C'est le premier album du groupe enregistré avec ce vocaliste depuis Release from Agony, qui était sorti en 1988.
La version limitée de All Hell Breaks Loose inclut en tant que treizième titre la piste Whiplash, qui est une reprise du groupe de thrash metal américain Metallica, qui figure à l'origine dans la liste des titres de l'album Kill 'Em All.

## Musiciens
- Marcel Schmier - Chant, Basse
- Mike Sifringer - Guitare
- Marc Reign - Batterie

## Liste des morceaux
1. Intro - 0:43
2. The Final Curtain - 4:26
3. Machinery of Lies - 3:42
4. Tears of Blood - 4:03
5. Devastation of your Soul - 4:10
6. The Butcher Strikes Back - 3:08
7. World Domination of Pain - 4:05
8. X-Treme Measures - 4:54
9. All Hell Breaks Loose - 5:40
10. Total Desaster 2000 - 3:07
11. Visual Prostitution - 3:51
12. Kingdom of Damnation - 3:37
13. Whiplash (reprise du groupe Metallica) (édition limitée uniquement)